# Idrissa Halidou
Idrissa Halidou Garba (ur. 3 lipca 1982 w Niamey) – nigerski piłkarz grający na pozycji napastnika. Od 2015 jest zawodnikiem klubu AS GNN.

## Kariera klubowa
Swoją piłkarską karierę Halidou rozpoczął w iworyjskim klubie ASEC Mimosas. W 2009 roku zadebiutował w jego barwach w pierwszej lidze iworyjskiej. W debiutanckim sezonie wywalczył z nim mistrzostwo kraju. W latach 2010–2011 grał w Stade d’Abidjan. Z kolei w latach 2012-2015 był piłkarzem Séwé Sport San-Pédro. W sezonach 2012, 2012/2013 i 2013/2014 wywalczył z nim trzy mistrzostwa Wybrzeża Kości Słoniowej. W 2015 przeszedł do nigerskiego AS GNN. W sezonie 2017/2018 został z nim wicemistrzem Nigru oraz zdobył Puchar Nigru. Z kolei w sezonie 2022/2023 sięgnął z nim po dublet - mistrzostwo i puchar kraju.

## Kariera reprezentacyjna
W reprezentacji Nigru Halidou zadebiutował 17 października 2015 w wygranym 2:0 meczu Mistrzostw Narodów Afryki 2016 z Togo, rozegranym w Niamey.